# Краніосиностоз
Краніосиностоз (краніостеноз; від грец. Cranio — череп і synostosis — зрощення кісток) — раннє закриття черепних швів, що сприяє обмеженому об'єму черепа, його деформації і внутрішньочерепної гіпертензії. Захворювання зустрічається у одного новонародженого на 2000, частіше спостерігається у хлопчиків.

## Класифікація

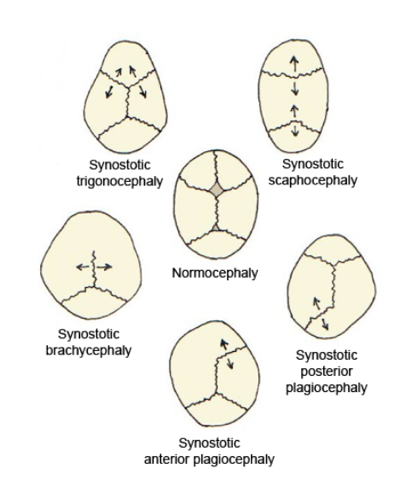
Види краніосиностозу

Форми краніосиностозу залежать від характеру деформації черепу:
- скафоцефалія — раннє зрощення сагітального шва, що характеризується збільшенням черепа в передньо-задньому діаметрі, а голова звужується;

- брахіцефалія — раннє зрощення вінцевого і лямбдоподібного швів, що характеризується збільшенням черепа в поперечному діаметрі;
- тригоноцефалія — раннє зрощення лобових (метопічних) швів, що характеризується трикутним випинанням черепа в області чола.[3]

## Причини
Виникнення краніосиностозу пов'язано зі спадковими і внутрішньоутробними хворобами. Основним етіологічним фактором захворювання є порушення закладки кісток черепа ще на ембріональній стадії. Черепні шви можуть зрощуватися як у внутрішньоутробний період, так і після народження. Якщо заростання швів сталося на внутрішньоутробній стадії, то деформація черепа виражена яскравіше, а при зрощенні швів після народження, деформація черепа відбувається в меншій мірі.

## Клінічна картина
Найбільш яскраво виражена ознака даної аномалії — деформований череп, в результаті чого голова набуває неприродної форми. Також виявити краніосиностоз можна за такими симптомами:
- внутрішньочерепна гіпертензія;
- нудота і блювота;
- головний біль;
- менінгеальні симптоми;
- психічні розлади;
- судоми;
- екзофтальм.

## Діагностика
Основою діагностики краніосиностозу є звичайне рентгенологічне дослідження і комп'ютерна томографія мозку.

## Лікування
Основним методом ефективного лікування даної патології є хірургічне збільшення обсягу порожнини черепа. Хірургічне лікування включає в себе ранню краніоектомію коронарного шва і фронт-орбітальну репозицію для зменшення проявів дісморфізму і патологічних змін форми черепа. Операції з приводу синдрому Апера часто складаються з декількох етапів, останній проводиться в підлітковому віці. Перший етап часто виконується вже в 3 місяці. Проведення цієї операції на ранньому терміні захворювання сприяє повному регресу всіх симптомів.